# Parque ecoturístico Arví
El Parque Regional Ecoturístico Arví es un parque natural ecológico localizado en el nororiente de Medellín. Abarca territorios de los municipios de Bello, Copacabana, Guarne y Medellín. La inversión destinada a este parque, el mayor de su género en el país, está realizada en su totalidad por entidades estatales regionales, y con él se ha logrado la hazaña de ofrecerle 12 metros cuadrados de parque a cada habitante de Medellín, cuando antes de este proyecto solo contaba con 4 metros.
Cuenta con 16 000 hectáreas, 1 760 de las cuales se encuentran en impecable estado de bosques naturales, y está dotado de 54 kilómetros de senderos para facilitar el desplazamiento y las caminatas de los visitantes.

## Datos Históricos del parque Arví
Como dijo el cronista Sardela en la época de la Conquista, cuando el Mariscal Jorge Robledo lo descubrió en 1541: «Visto por el Capitán [Jorge Robledo] no se hallaba poblado [...] fue a descubrir por otra parte y nunca pudo hallar poblado, puesto que halló edificios antiguos destruidos en los caminos de peña tajada, hechos a mano más anchos que los del Cuzco, y otros bohíos como a manera de depósito. Y el Capitán no se atrevió a seguir aquellos caminos, pues quien los había hecho debía ser mucha posibilidad de gente [...]».
Casi en el mismo estado primitivo y oculto en que lo dejó el mariscal Robledo, permaneció el sector Arví olvidado durante cerca de 450 años. Tanto la urbanización del Valle de Aburrá como la de Rionegro, pasaron por sus lados sin romper su encanto y sin realizar ningún tipo de daño. Ahora se abre al público después de cuatro siglos y medio de intacta conservación.
Ofrece atractivos en los que se encuentran ecosistemas de agua salada, salados de gran valor histórico y claves para la preservación de la fauna, especialmente de las aves.
Su inmensidad evitó que se produjese una conurbación entre los valles de Aburrá y Rionegro. 
El parque sirve también para controlar las expansiones urbanas desordenadas, especialmente hacia zonas inestables. Además, cuenta con muchas rutas para poder caminar en medio de una variedad de flora y fauna.

## Construcciones prehispánicas
El parque Arví ofrece construcciones antiguas prehispánicas como obras hidráulicas, plataformas, caminos, huertas y acequias. Cuenta con una ruta muy interesante, llamada Ruta Prehispánica, que puede tener más de 1 500 años y se llama Camino Cieza de León. Es muy ancho, construido en piedra, y todavía se conservan en buen estado algunas de sus partes originales.

## El diseño del Parque Arví
Dentro del proyecto se desarrollan cinco parques. Uno de ellos, en el que actualmente opera la entidad Comfenalco y es conocido como parque Piedras Blancas, cuenta con muchos años de existencia y será ampliado para incorporarlo a Arví. Por otro lado, la entidad Comfama va a construir dos zonas ecológicas adicionales en Arví; el Centro de Tecnología de Antioquia, por su parte, construirá el Núcleo de la Biodiversidad, y la Cámara de Comercio de Medellín para Antioquia construirá otro en la zona llamada vereda Mazo, el cual tendrá por nombre El Mercado de Arví; por último, se cuenta con una zona conocida como la Laguna de Guarne, la cual estará a cargo de otra entidad estatal, bien sea el distrito de Medellín o el departamento de Antioquia.

## Acceso

### Metrocable
Entre los atractivos más destacados de este mega proyecto figura su sistema de acceso, el cual se realiza mediante un sector del Metrocable de Medellín que posee un diseño orientado al turismo ecológico, y que hasta el momento es exclusivo en el mundo (2020), aunque la municipalidad está exportando ya a otras naciones y ciudades este novedoso sistema de transporte masivo. 

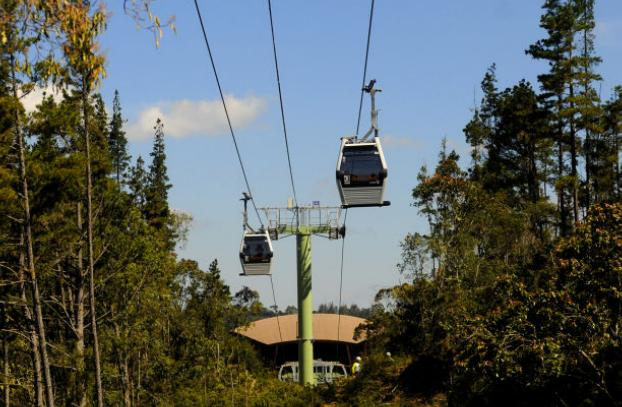
Penetrando en la intimidad del parque.

El Cable Arví, también llamado Metrocable Línea L, es un sector del cable aéreo que conecta la estación Santo Domingo del Metro, Línea K, con el Parque Ecoturístico Arví. Es la primera línea turística del Metro y la tercera por cable aéreo del Sistema, e inició operación comercial a partir del mes de febrero de 2010.
"Aunque el cable sería el medio de transporte que estimule el uso de los parques en Arví, la verdad es que la construcción y el disfrute de los mismos, será el atractivo principal, pues busca vincular la comunidad a estos proyectos, para generar empleo, agroturismo y ecoturismo”, indica uno de sus planificadores.
Desde el Parque Arví podrá desplazarse el visitante también, por ejemplo, hacia todos los atractivos turísticos existentes en la región de Santa Elena, y disfrutar un conjunto de excelentes alternativas de ecoturismo, antiguos tesoros indígenas, bienestar y cultura.

## Patrimonio nacional
Una amplia zona del área de esta reserva natural ha sido declarada Patrimonio Nacional.